# Списък на университетски издателства

## Белгия
- Издателство на Брюкселския университет
- Издателство на Лиежкия университет
- Издателство на Университета в Лувен

## България
- Университетско издателство „Епископ Константин Преславски“ – издателство на Шуменския университет, създадено през 1995 г.
- Университетско издателство „Неофит Рилски“ – издателство на Югозападния университет, създадено през 1995 г.
- Университетско издателство „Паисий Хилендарски“ – издателство на Пловдивския университет, създадено през 1990 г.
- Университетско издателство „Св. Климент Охридски“ – издателство на Софийския университет, създадено през 1987 г.
- Университетско издателство „Св. св. Кирил и Методий“ – издателство на Великотърновския университет, създадено през 1992 г.
- Университетско издателство „Стопанство“ – издателство на УНСС

## Великобритания
- Издателство на Единбургския университет
- Издателство на Кеймбриджкия университет
- Издателство на Оксфордския университет

## Германия
- Bochumer Universitätsverlag
- Universitätsverlag Göttingen
- Leipziger Universitätsverlag

## Канада
- Издателство на Университета на Алберта
- Издателство на Университета на Британска Колумбия
- Издателство на Университета на Отава
- Издателство на Университета на Торонто

## САЩ
- MIT Press
- Издателство на Йейлския университет
- Издателство на Калифорнийския университет
- Издателство на Питсбъргския университет
- Издателство на Принстънския университет
- Издателство на Университета „Джонс Хопкинс“
- Издателство на Университета Корнел
- Издателство на Университета Рутгерс
- Издателство на Харвардския университет
- Издателство на Чикагския университет